# Boston Celtics
A Boston Celtics Boston profi kosárlabdacsapata, amely az NBA-ben a Keleti főcsoportban, az Atlanti csoportban játszik.
Az NBA történetében a Boston az egyik legeredményesebb csapat. 18 bajnoki címük van, a sorozatban megnyert bajnokságok száma (8) rekordnak számít.

## Története
A Boston Celtics csapatát 1946-ban alapították, az első tulajdonos Walter A. Brown volt. Először még csak a 
BAA-ban (Amerikai Kosárlabda Szövetség) játszottak, de 1949 őszén bekerültek az NBA-be a BAA és az NBA egyesülése miatt. 1950-ben a Celtics volt az első csapat, amely egy afro-amerikai játékost igazolt, Chuck Cooper személyében. A Kelták az első éveiben nem volt túl jó csapat, egészen Red Auerbach edző leszerződtetéséig. Egy kiváló játékos is, Bob Cousy is csatlakozott a Bostonhoz, bár Auerbach edző kezdetben nem akarta, hogy így legyen. Az 1955–56-os szezon után Auerbach egy meglepő cserével módosította a játékoskeretet. Cliff Heaganért és a válogatott Ed Macaulayért cserébe a San Franciscó-i center, Bill Russel neve lett a csapatnévsor legújabb bejegyzése.

## Hazai arénák
- Boston Arena (1946), az első Celtics meccs színhelye, és ahol az eredeti parkettát lerakták. A csapat kezdeti éveiben második találkozóhelyként működött. Jelenleg Northeastern University's Matthews Arenaként ismert.
- Boston Garden (1946–1995)
- Hartford Civic Center (1975–1995), alkalmanként használták a hazai meccsekre.
- TD Garden (1995–napjaink), korábban Fleet Centerként ismert (1995–2005).

## Szezonok
Alább a Celtics utolsó öt szezonjának statisztikája szerepel.
| Szezon  | M  | Gy | V  | %    | Helyezés    | Rájátszás                                     |
| ------- | -- | -- | -- | ---- | ----------- | --------------------------------------------- |
| 2015–16 | 82 | 48 | 34 | .585 | 2., Atlanti | Kiesett az első fordulóban, 2–4 (Hawks)       |
| 2016–17 | 82 | 53 | 29 | .646 | 1., Atlanti | Kiesett a főcsoport-döntőben, 1–4 (Cavaliers) |
| 2017–18 | 82 | 55 | 27 | .671 | 2., Atlanti | Kiesett a főcsoport-döntőben, 3–4 (Cavaliers) |
| 2018–19 | 82 | 49 | 33 | .598 | 3., Atlanti | Kiesett a főcsoport-elődöntőben, 1–4 (Bucks)  |
| 2019–20 | 72 | 48 | 24 | .667 | 2., Atlanti | Kiesett a főcsoport-döntőben, 2–4 (Heat)      |

## Játékosok

### Hírességek csarnokának tagjai
| Játékosok            | Játékosok        | Játékosok            | Játékosok      | Játékosok | Játékosok    | Játékosok         | Játékosok            | Játékosok           | Játékosok |
| Szám                 | Név              | Név                  | Időszak        | Beiktatva | Szám         | Név               | Név                  | Időszak             | Beiktatva |
| -------------------- | ---------------- | -------------------- | -------------- | --------- | ------------ | ----------------- | -------------------- | ------------------- | --------- |
| 22                   | Ed Macauley      | Ed Macauley          | 1950–1956      | 1960      | 17           | Andy Phillip      | Andy Phillip         | 1956–1958           | 1961      |
| 14                   | Bob Cousy        | Bob Cousy            | 1950–1963      | 1971      | 6            | Bill Russell      | Bill Russell         | 1956–1969           | 1975      |
| 21                   | Bill Sharman     | Bill Sharman         | 1951–1961      | 1976      | 23           | Frank Ramsey      | Frank Ramsey         | 1954–1964           | 1982      |
| 24                   | Sam Jones        | Sam Jones            | 1957–1969      | 1984      | 17           | John Havlicek     | John Havlicek        | 1962–1978           | 1984      |
| 15                   | Tom Heinsohn     | Tom Heinsohn         | 1956–1965      | 1986      | 20           | Bob Houbregs      | Bob Houbregs         | 1954–1955           | 1987      |
| 44                   | Pete Maravich    | Pete Maravich        | 1980           | 1987      | 434          | Clyde Lovellette  | Clyde Lovellette     | 1962–1964           | 1988      |
| 2527                 | K. C. Jones      | K. C. Jones          | 1958–1967      | 1989      | 44           | Dave Bing         | Dave Bing            | 1977–1978           | 1990      |
| 18                   | Dave Cowens      | Dave Cowens          | 1970–1980      | 1991      | 7            | Nate Archibald    | Nate Archibald       | 1978–1983           | 1991      |
| 5                    | Bill Walton      | Bill Walton          | 1985–1987      | 1993      | 18           | Bailey Howell     | Bailey Howell        | 1966–1970           | 1997      |
| 19                   | Arnie Risen      | Arnie Risen          | 1955–1958      | 1998      | 33           | Larry Bird        | Larry Bird           | 1979–1992           | 1998      |
| 32                   | Kevin McHale     | Kevin McHale         | 1980–1993      | 1999      | 11           | Bob McAdoo        | Bob McAdoo           | 1979                | 2000      |
| 00                   | Robert Parish    | Robert Parish        | 1980–1994      | 2003      | 12           | Dominique Wilkins | Dominique Wilkins    | 1994–1995           | 2006      |
| 3                    | Dennis Johnson   | Dennis Johnson       | 1983–1990      | 2010      | 53           | Artis Gilmore     | Artis Gilmore        | 1988                | 2011      |
| 20                   | Gary Payton      | Gary Payton          | 2004–2005      | 2013      | 10           | Jo Jo White       | Jo Jo White          | 1969–1979           | 2015      |
| 36                   | Shaquille O'Neal | Shaquille O'Neal     | 2010–2011      | 2016      | 11           | Charlie Scott     | Charlie Scott        | 1975–1977           | 2018      |
| 40                   | Dino Rađa        | Dino Rađa            | 1994–1997      | 2018      | 20           | Ray Allen         | Ray Allen            | 2007–2012           | 2018      |
| 11                   | Chuck Cooper     | Chuck Cooper         | 1950–1954      | 2019      | 4            | Carl Braun        | Carl Braun           | 1961–1962           | 2019      |
| 44                   | Paul Westphal    | Paul Westphal        | 1972–1975      | 2019      | 5            | Kevin Garnett     | Kevin Garnett        | 2007–2013           | 2020      |
| Edzők                |                  |                      |                |           |              |                   |                      |                     |           |
| Név                  | Név              | Pozíció              | Időszak        | Beiktatva | Név          | Név               | Pozíció              | Időszak             | Beiktatva |
| Doggie Julian        | Doggie Julian    | Vezetőedző           | 1948–1950      | 1968      | 2            | Red Auerbach      | Vezetőedző Ügyvezető | 1950–1966 1966–2006 | 1969      |
| Rick Pitino          | Rick Pitino      | Vezetőedző           | 1997–2001      | 2013      | Tom Heinsohn | Tom Heinsohn      | Vezetőedző           | 1969–1978           | 2015      |
| Bill Fitch           | Bill Fitch       | Vezetőedző           | 1979–1983      | 2019      | Tom Heinsohn | Tom Heinsohn      | Vezetőedző           | 1969–1978           | 2015      |
| További beiktatottak |                  |                      |                |           |              |                   |                      |                     |           |
| Név                  | Név              | Pozíció              | Időszak        | Beiktatva | Név          | Név               | Pozíció              | Időszak             | Beiktatva |
| 1                    | Walter A. Brown  | Tulajdonos           | 1945–1964      | 1965      | Bill Mokray  | Bill Mokray       | Ügyvezető            | 1946–1969           | 1965      |
| 28                   | Wayne Embry      | Center               | 1966–1968      | 1999      | Dave Gavitt  | Dave Gavitt       | Ügyvezető            | 1990–1994           | 2006      |
| 16                   | Satch Sanders    | Erőcsatár Vezetőedző | 1960–1973 1978 | 2011      | 17           | Don Barksdale     | Erőcsatár            | 1953–1955           | 2012      |

### Visszavonultatott mezek
| Mezszám | Név             | Pozíció               | Időszak   | Visszavonultatva |
| ------- | --------------- | --------------------- | --------- | ---------------- |
|         | Robert Parish   | C                     | 1980–1994 | 1998             |
|         | Walter A. Brown | alapító, tulajdonos   | 1946–1964 | 1964             |
|         | Red Auerbach    | vezetőedző, ügyvezető | 1950–2006 | 1985             |
|         | Dennis Johnson  | G                     | 1983–1990 | 1991             |
|         | Bill Russell    | C                     | 1956–1969 | 1972, 2022       |
|         | Jo Jo White     | G                     | 1969–1979 | 1982             |
|         | Boby Cousy      | G                     | 1950–1963 | 1963             |
|         | Tom Heinsohn    | F                     | 1956–1965 | 1966             |
|         | Satch Sanders   | F                     | 1960–1973 | 1973             |
|         | John Havlicek   | F                     | 1962–1978 | 1978             |
|         | Dave Cowens     | C                     | 1970–1980 | 1981             |
|         | Jim Loscutoff   | F                     | 1955–1964 | 1964             |
|         | Don Nelson      | F                     | 1965–1976 | 1978             |
|         | Bill Sharman    | G                     | 1951–1961 | 1966             |
|         | Ed Macauley     | C                     | 1950–1956 | 1963             |
|         | Frank Ramsey    | F                     | 1954–1964 | 1964             |
|         | Sam Jones       | G                     | 1957–1969 | 1969             |
|         | K.C. Jones      | G                     | 1958–1967 | 1967             |
|         | Cedric Maxwell  | F                     | 1977–1985 | 2003             |
|         | Kevin McHale    | F                     | 1980–1993 | 1994             |
|         | Larry Bird      | F                     | 1979–1992 | 1993             |
|         | Paul Pierce     | F                     | 1998–2013 | 2018             |
|         | Reggie Lewis    | F                     | 1987–1993 | 1995             |
|         | Johnny Most     | Kommentátor           | 1953–1990 | 1990             |

### Draft jogok
Az alábbi listán azon játékosok szerepelnek, akiknek leigazolásához joga van a csapatnak, mikor lejár szerződésük jelenlegi csapatukkal.
| Draft | Kör | Választás | Játékos   | Pozíció | Nemzetiség | Jelenlegi csapat         | For.  |
| ----- | --- | --------- | --------- | ------- | ---------- | ------------------------ | ----- |
| 2020  | 2   | 47        | Yam Madar | G       | Izrael     | Hapoel Tel Aviv (Izrael) | [ 3 ] |

### Rekordok
2021. március 31-i adatok alapján.
| #   | Pontok                 | Percek                 | Lepattanók            | Gólpassz          | Steal                    | Blokk                 | Legtöbb hárompontos |
| --- | ---------------------- | ---------------------- | --------------------- | ----------------- | ------------------------ | --------------------- | ------------------- |
| 1.  | John Havlicek - 26,395 | John Havlicek - 46,471 | Bill Russell - 21,620 | Bob Cousy - 6,945 | Paul Pierce - 1,583      | Robert Parish - 1,703 | Paul Pierce - 1,823 |
| 2.  | Paul Pierce            | Bill Russell           | Robert Parish         | John Havlicek     | Larry Bird               | Kevin McHale          | Antoine Walker      |
| 3.  | Larry Bird             | Paul Pierce            | Dave Cowens           | Larry Bird        | Rajon Rondo              | Larry Bird            | Ray Allen           |
| 4.  | Robert Parish          | Robert Parish          | Larry Bird            | Rajon Rondo       | Robert Parish            | Paul Pierce           | Larry Bird          |
| 5.  | Kevin McHale           | Larry Bird             | John Havlicek         | Paul Pierce       | Antoine Walker           | Kendrick Perkins      | Marcus Smart        |
| 6.  | Bob Cousy              | Bob Cousy              | Kevin McHale          | Bill Russell      | Dee Brown                | Dave Cowens           | Jayson Tatum        |
| 7.  | Sam Jones              | Kevin McHale           | Paul Pierce           | Jo Jo White       | Marcus Smart             | Reggie Lewis          | Avery Bradley       |
| 8.  | Bill Russell           | Dave Cowens            | Tom Sanders           | Dennis Johnson    | Danny Ainge              | Kevin Garnett         | Jaylen Brown        |
| 9.  | Dave Cowens            | Jo Jo White            | Tom Heinsohn          | K. C. Jones       | Dennis Johnson           | Cedric Maxwell        | Isaiah Thomas       |
| 10. | Jo Jo White            | Sam Jones              | Antoine Walker        | Dave Cowens       | Dave Cowens Reggie Lewis | Tony Battle           | Walter McCarty      |

Jegyzetek
- félkövér - aktív a csapattal
- dőlt - aktív, de nem a Celtics tagja

### Díjak
NBA MVP
- Bob Cousy – 1957
- Bill Russell – 1958, 1961–1963, 1965
- Dave Cowens – 1973
- Larry Bird – 1984–1986

NBA-döntő MVP
- John Havlicek – 1974
- Jo Jo White – 1976
- Cedric Maxwell – 1981
- Larry Bird – 1984, 1986
- Paul Pierce – 2008

NBA Az év védekező játékosa
- Kevin Garnett – 2008

NBA Az év újonca
- Tom Heinsohn – 1957
- Dave Cowens – 1971
- Larry Bird – 1980

NBA Az év hatodik embere
- Kevin McHale – 1984, 1985
- Bill Walton – 1986

NBA Az év edzője
- Red Auerbach – 1965
- Tom Heinsohn – 1973
- Bill Fitch – 1980

NBA Az év ügyvezetője
- Red Auerbach – 1980
- Danny Ainge – 2008

Community Assist Award
- Isaiah Thomas – 2017

All-NBA Első csapat
- Ed Sadowski – 1948
- Ed Macauley – 1951–1953
- Bob Cousy – 1952–1961
- Bill Sharman – 1956–1959
- Bill Russell – 1959, 1963, 1965
- John Havlicek – 1971–1974
- Larry Bird – 1980–1988
- Kevin McHale – 1987
- Kevin Garnett – 2008

All-NBA Második csapat
- Bill Sharman – 1953, 1955, 1960
- Ed Macauley – 1954
- Bill Russell – 1958, 1960–1962, 1964, 1966–1968
- Tom Heinsohn – 1961–1964
- Bob Cousy – 1962, 1963
- John Havlicek – 1964, 1966, 1968–1970, 1975, 1976
- Sam Jones – 1965–1967
- Dave Cowens – 1973, 1975, 1976
- Jo Jo White – 1975, 1977
- Nate Archibald – 1981
- Robert Parish – 1982
- Larry Bird – 1990
- Paul Pierce – 2009
- Isaiah Thomas – 2017
- Kyrie Irving – 2019

All-NBA Harmadik csapat
- Robert Parish – 1989
- Paul Pierce – 2002, 2003, 2008
- Rajon Rondo – 2012
- Jayson Tatum – 2020

NBA All-Defensive Első csapat
- Bill Russell – 1969
- John Havlicek – 1972–1976
- Paul Silas – 1975, 1976
- Dave Cowens – 1976
- Kevin McHale – 1986–1988
- Dennis Johnson – 1987
- Kevin Garnett – 2008, 2009, 2011
- Rajon Rondo – 2010, 2011
- Avery Bradley – 2016
- Marcus Smart – 2019, 2020

NBA All-Defensive Második csapat
- Tom Sanders – 1969
- John Havlicek – 1969–1971
- Don Chaney – 1972–1975
- Dave Cowens – 1975, 1980
- Larry Bird – 1982–1984
- Kevin McHale – 1983, 1989, 1990
- Dennis Johnson – 1984–1986
- Rajon Rondo – 2009, 2012
- Kevin Garnett – 2012
- Avery Bradley – 2013
- Al Horford – 2018

NBA All Star-ok
- Bob Cousy – 1951, 1952, 1953, 1954, 1955, 1956, 1957, 1958, 1959, 1960, 1961, 1962, 1963
- Ed Macauley – 1951, 1952, 1953, 1954, 1955, 1956
- Bill Sharman – 1953, 1954, 1955, 1956, 1957, 1958, 1959, 1960
- Tom Heinsohn – 1957, 1961, 1962, 1963, 1964, 1965
- Bill Russell – 1958, 1959, 1960, 1961, 1962, 1963, 1964, 1965, 1966, 1967, 1968, 1969
- Sam Jones – 1962, 1964, 1965, 1966, 1968
- John Havlicek – 1966, 1967, 1968, 1969, 1970, 1971, 1972, 1973, 1974, 1975, 1976, 1977, 1978
- Bailey Howell – 1967
- Jo Jo White – 1971, 1972, 1973, 1974, 1975, 1976, 1977
- Dave Cowens – 1972, 1973, 1974, 1975, 1976, 1977, 1978, 1980
- Paul Silas – 1975
- Nate Archibald – 1980, 1981, 1982
- Larry Bird – 1980, 1981, 1982, 1983, 1984, 1985, 1986, 1987, 1988, 1990, 1991, 1992
- Robert Parish – 1981, 1982, 1983, 1984, 1985, 1986, 1987, 1990, 1991
- Kevin McHale – 1984, 1986, 1987, 1988, 1989, 1990, 1991
- Dennis Johnson – 1985
- Danny Ainge – 1988
- Reggie Lewis – 1992
- Antoine Walker – 1998, 2002, 2003
- Paul Pierce – 2002, 2003, 2004, 2005, 2006, 2008, 2009, 2010, 2011, 2012
- Ray Allen – 2008, 2009, 2011
- Kevin Garnett – 2008, 2009, 2010, 2011, 2013
- Rajon Rondo – 2010, 2011, 2012, 2013
- Isaiah Thomas – 2016, 2017
- Al Horford – 2018
- Kyrie Irving – 2018, 2019
- Kemba Walker – 2020
- Jayson Tatum – 2020
- Jaylen Brown – 2021

Jegyzetek
- félkövér - aktív, a Celtics játékosa
- dőlt - aktív, de nem a Celtics játékosa

## Vezetőség

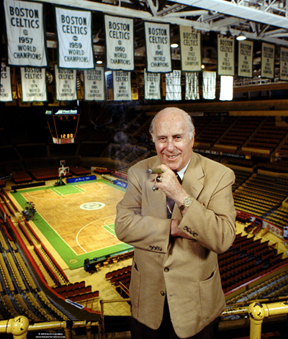
Red Auerbach 9 bajnoki címet nyert a Celtics csapatával

### Edzők listája
| #                                                  | Név           | Időszak                 | Alapszakasz | Alapszakasz | Alapszakasz | Alapszakasz | Rájátszás | Rájátszás | Rájátszás | Rájátszás | Sikerek |
| #                                                  | Név           | Időszak                 | M           | Gy          | V           | %           | M         | Gy        | V         | %         | Sikerek |
| -------------------------------------------------- | ------------- | ----------------------- | ----------- | ----------- | ----------- | ----------- | --------- | --------- | --------- | --------- | --- |
| 1                                                  | John Russell* | 1946–1948               | 108         | 42          | 66          | .389        | 3         | 1         | 2         | .333      | |
| 2                                                  | Alvin Julian* | 1948–1950               | 128         | 47          | 81          | .367        | —         | —         | —         | —         | |
| 3                                                  | Red Auerbach  | 1950–1966               | 1192        | 795         | 397         | .669        | 148       | 90        | 58        | .608      | 9 bajnoki cím (1957, 1959, 1960, 1961, 1962, 1963, 1964, 1965, 1966) 1964–65 NBA Az év edzője Minden idők 10 legjobb edzőjének egyike |
| 4                                                  | Bill Russell  | 1966–1969 (játékosedző) | 245         | 162         | 83          | .661        | 18        | 12        | 6         | .667      | 2 bajnoki cím (1968, 1969) |
| 5                                                  | Tom Heinsohn  | 1969–1978               | 690         | 427         | 263         | .619        | 80        | 47        | 33        | .588      | 1972–73 NBA NBA Az év edzője 2 bajnoki cím (1974, 1976)                                                                               |
| 6                                                  | Tom Sanders*  | 1978                    | 62          | 23          | 39          | .371        | —         | —         | —         | —         | |
| 7                                                  | Dave Cowens   | 1978–1979 (játékosedző) | 68          | 27          | 41          | .397        | —         | —         | —         | —         | |
| 8                                                  | Bill Fitch    | 1979–1983               | 328         | 242         | 86          | .738        | 45        | 26        | 19        | .578      | 1 bajnoki cím (1981) 1979–80 NBA Az év edzője Minden idők 10 legjobb edzőjének egyike                                                 |
| 9                                                  | K. C. Jones   | 1983–1988               | 410         | 308         | 102         | .751        | 102       | 65        | 37        | .637      | 2 bajnoki cím (1984, 1986) |
| 10                                                 | Jimmy Rodgers | 1988–1990               | 164         | 94          | 70          | .573        | 8         | 2         | 6         | .250      | |
| 11                                                 | Chris Ford    | 1990–1995               | 410         | 222         | 188         | .541        | 29        | 13        | 16        | .448      | |
| 12                                                 | M. L. Carr*   | 1995–1997               | 164         | 48          | 116         | .293        | —         | —         | —         | —         | |
| 13                                                 | Rick Pitino   | 1997–2001               | 248         | 102         | 146         | .411        | —         | —         | —         | —         | |
| 14                                                 | Jim O'Brien   | 2001–2004               | 258         | 139         | 119         | .539        | 26        | 13        | 13        | .500      | |
| 15                                                 | John Carroll* | 2004                    | 36          | 14          | 22          | .389        | 4         | 0         | 4         | .000      | |
| 16                                                 | Doc Rivers    | 2004–2013               | 721         | 416         | 305         | .577        | 104       | 58        | 46        | .558      | 1 bajnoki cím (2008) |
| 17                                                 | Brad Stevens* | 2013–napjainkig         | 564         | 318         | 246         | .564        | 73        | 37        | 36        | .507      | |
| *: teljes karrierjét a Celtics edzőjeként töltötte |               |                         |             |             |             |             |           |           |           |           | |

### Tulajdonosok listája
| Tulajdonos | Időszak                                            |
| --- | -------------------------------------------------- |
| Boston Garden-Arena Corporation | 1946. június 6. – 1950. július 31.                 |
| Walter A. Brown/Lou Pieri | 1950. július 31. – 1964. szeptember 7.             |
| Lou Pieri és Marjorie Brown | 1964. szeptember 7. – 1965. június 24.             |
| Marvin Kratter/Knickerbocker Brewing Company, a National Equities leányvállalata                                                              | 1965. június 24. – 1968                            |
| Ballantine Brewery, az Investors Funding Corporation leányvállalata                                                                           | 1968–1969 1971–1972                                |
| Trans-National Communications | 1969–1971                                          |
| Irv Levin és Harold Lipton | 1972. április – 1972. május* 1975. november – 1978 |
| Robert Schmertz/Leisure Technology | 1972. május – 1975. január                         |
| Robert Schmertz/Leisure Technology, Irv Levin és Harold Lipton                                                                                | 1975. január – 1975. november                      |
| John Y. Brown, Jr. és Harry T. Mangurian, Jr.                                                                                                 | 1978–1979                                          |
| Harry T. Mangurian, Jr. | 1979–1983                                          |
| Don Gaston, Alan N. Cohen, Paul Dupee | 1983–1993                                          |
| Paul Gaston | 1993–2002                                          |
| Boston Basketball Partners L.L.C. (Wycliffe Grousbeck, Stephen Pagliuca, H. Irving Grousbeck és a The Abbey Group; képviseli: Robert Epstein) | 2002–napjainkig                                    |

*: az NBA nem hagyta jóvá az eladást

### Elnökök listája
| Elnök             | Időszak             |
| ----------------- | ------------------- |
| Walter A. Brown   | 1946–1963           |
| Louis Pieri       | 1963–1965           |
| Jack Waldron      | 1965–1967 1968–1970 |
| Clarence H. Adams | 1967–1968           |
| Red Auerbach      | 1970–1997 1997–2001 |
| Rick Pitino       | 1997–2001           |
| Rich Gotham       | 2007–napjainkig     |

### Ügyvezetők listája
| Ügyvezető       | Időszak         |
| --------------- | --------------- |
| Walter A. Brown | 1946–1951       |
| Red Auerbach    | 1951–1984       |
| Jan Volk        | 1984–1997       |
| Chris Wallace   | 1997–2007       |
| Danny Ainge     | 2007–napjainkig |